# Вибори до Райхстагу 1933 (листопад)
Парламентські вибори в листопаді 1933 року (нім. Reichstagswahl) — позачергове загальнонародне голосування з виборів парламенту Німеччини — Рейхстагу. Відбулися 12 листопада 1933 одночасно з референдумом з питання про вихід Німеччини з Ліги Націй. Другі вибори після приходу до влади націонал-соціалістів; перші після заборони діяльності всіх партій, за винятком націонал-соціалістичної. Виборцям було запропоновано єдиний список кандидатів без можливості ясно вираженого голосування «проти».

## Політичний контекст виборів

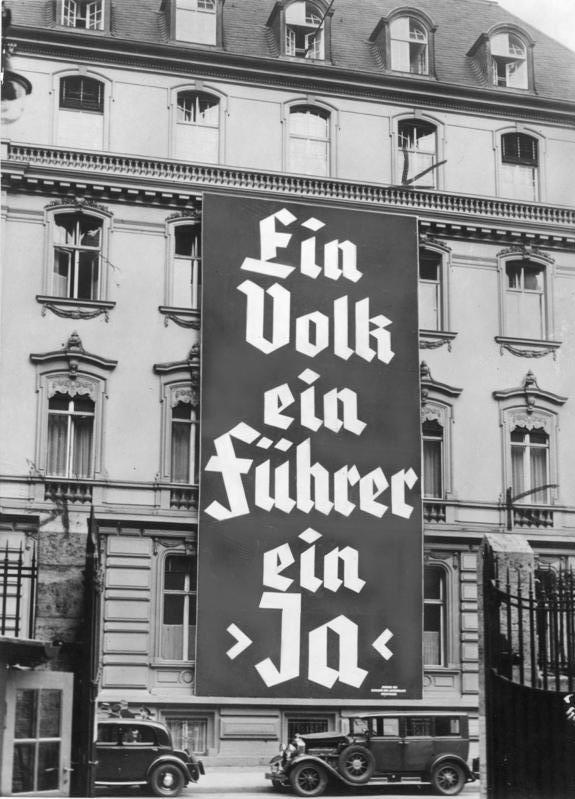
Агітаційний банер «Єдиний народ, єдиний вождь, одноголосне „так“»

Період після виборів Рейхстагу, що відбулися 5 березня 1933, характеризувався формуванням однопартійної диктатури націонал-соціалістів, виключенням інших сил легального політичного процесу.
До моменту проведення голосування з парламенту були вигнані комуністи (8 березня 1933); видано закон «Про ліквідацію тяжкого становища народу та держави» (нім. Gesetz zur Behebung der Not von Volk und Reich, Ermächtigungsgesetz, 23 березня 1933 р.), який передав всю повноту державної влади уряду; проведена публічна акція зі спалення книг, що не відповідають ідеології націонал-соціалізму (10 травня 1933 р.); за звинуваченням у національній зраді була заборонена найбільша опозиційна політична сила — Соціал-демократична партія (22 червня 1933 р.). 14 липня 1933 р. були розпущені всі політичні партії, за винятком націонал-соціалістичної і введено заборону на створення нових партій.
Перехід усієї повноти влади до Гітлера і його соратникам збігся із закінченням гострої фази світової економічної кризи, яка супроводжувалася економічним пожвавленням і скороченням числа безробітних. Економічне відновлення активно використовувалося владою в пропагандистських цілях.
На міжнародній арені Німеччина опинилася в ізоляції. Велика Британія виступила з ініціативою про встановлення міжнародного контролю над німецькими озброєннями. У відповідь Гітлер заявив про вихід з переговорів про роззброєння і поставив питання про вихід Німеччини з Ліги Націй. Цей крок викликав широку громадську підтримку, вітального листа главі уряду, зокрема, направив Мартін Німьоллером.
На 12 листопада були призначені нові парламентські вибори і референдум з питання про вихід з Ліги Націй. Дата голосування була обрана не випадково — вона була максимально наближена до 11 листопада, дату підписання Комп'єнського перемир'я.
Єдиний список кандидатів в депутати був складений Міністерством внутрішніх справ за участю Націонал-соціалістичної партії. Крім нацистів, у нього були включені відомі політичні та громадські діячі, які представляли розпущене праві партії — Німецьку національну народну партію, Німецьку народну партію, Партію Центру, Баварську народну партію.

## Агітаційна кампанія
Основним гаслом виборчої кампанії націонал-соціалісти зробили заклик «З Гітлером проти божевілля озброєння» (нім. Mit Hitler gegen den Rüstungswahnsinn). Він отримав широку громадську підтримку. 11 листопада із зверненням до народу на підтримку уряду в радіозверненні виступив президент Пауль фон Гінденбург. З аналогічними заявами виступили відомий лікар Фердинанд Зауербрух, філософ Мартін Хайдеггер, драматург Герхарт Гауптман. На підтримку єдиного списку виступила Католицька церква і великі підприємці.

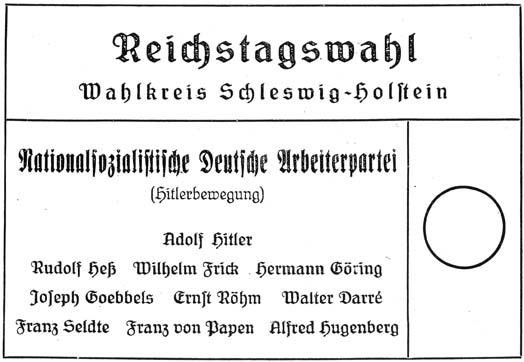
Виборчий бюлетень. Поле «проти» відсутнє

## Результати голосування
За результатами виборів кандидати від єдиного списку націонал-соціалістів зайняли всі місця в Рейхстазі (661), у тому числі 22 крісла, призначені для «спеціально запрошених» для участі в роботі парламенту осіб. У великих містах було зафіксовано значне протестне голосування. В Любеку зафіксовано 22 % недійсних голосів. У передмісті Гамбурга Альтоне за список проголосували лише 77,4 % виборців, в самому Гамбурзі — 78,1. У Бремені нацистів підтримали 79,6 %, у Берліні — 78,6 %, у Лейпцигу — 79,8 %. В середньому по країні нацисти отримали 92,11 % голосів (39 655 224 — «за», 3 398 249 недійсних бюлетенів; загальне число виборців — 45 178 701).